# Hidrosferă
Hidrosfera (din limba greacă: hidros = apă și sphaira = sferă) descrie, în geografia fizică, masa totală de apă liberă în stare lichidă sau solidă de pe suprafața Pământului, precum și de dedesubtul sau de deasupra acestei suprafețe.
Funcțiile apei pentru mediu, pentru om și activitățile sale sunt:
- apa există în cele trei stări ale materiei: lichidă, solidă și gazoasă, imprimând o calitate nouă și unică mediului geografic;
- apa este o componentă dinamică, un agent de relaționare a componentelor  mediului. Circuitul apei în natură este esențial în funcționalitatea, dinamica și existența mediului geografic;
- apa formează un înveliș cu extindere mare, care este vital pentru viețuitoare, om și activitățile sale;
- componenta hidrică are un rol determinant în zonarea climei terestre, constituind un agent  modelator al reliefului prin acțiunile sale de erodare, de transport și de acumulare.